# Barbexaclone
Barbexaclone (Maliasin) là một hợp chất muối của phenobarbital và levopropylhexedrine. Nó được giới thiệu vào năm 1983. Nó đã được báo cáo là có hiệu quả như phenobarbital nhưng dung nạp tốt hơn; tuy nhiên, kể từ năm 2004, những "kết quả đầy hứa hẹn"  vẫn chưa được xác nhận và cũng không bị từ chối trong các thử nghiệm kiểm soát.

## Hiệu lực
100 mg barbexaclone tương đương với 60 mg phenobarbital.